# Ngabo Ngawang Jigme
Ngapo Ngawang Jigmé (tibétain ང་ཕོད་ངག་དབང་འཇིགས་མེད་, Wylie : nga-phod ngag-dbang 'jigs-med ; sinogramme: 阿沛·阿旺晋美; pinyin: Āpèi Āwàng Jìnměi), né le 1er février 1910 à Lhassa au Tibet, mort le 23 décembre 2009 à Pékin, est un haut dirigeant tibétain qui occupa diverses fonctions militaires et politiques. Il est surtout connu pour avoir signé l'accord en 17 points qui affirma la souveraineté chinoise sur le Tibet,.
Il est nommé ministre du gouvernement tibétain dès 1936, en 1950, gouverneur du Kham et commandant-en-chef de l'armée tibétaine à Chamdo. Après l'entrée de l'armée chinoise au Tibet, il se rallie aux Chinois. En 1951, il est choisi comme chef de la délégation tibétaine chargée des pourparlers de paix avec le gouvernement chinois. Il est resté ministre du 14e dalaï-lama jusqu'à son départ en exil en mars 1959.
Il occupe par la suite de hautes fonctions politiques dans la région autonome du Tibet : commandant-en-chef adjoint de l'armée populaire de libération au Tibet, président de la région autonome du Tibet, vice-président du comité permanent de l'Assemblée nationale populaire.

## Origines
Ngapo Ngawang Jigme était le fils naturel d'une nonne appartenant à l'une des plus importantes familles nobles du Tibet, les Horkhang et était devenu membre de la famille Ngapo en épousant la veuve de Ngapo Shapé, son père adoptif,. Il passait pour être le descendant de l'un des tout premiers rois du Tibet,.

## Études
Après avoir étudié la littérature tibétaine traditionnelle, Ngabo Ngawang Jigme fut envoyé poursuivre ses études en Angleterre, d'où il revint en 1932 (à l'âge de 22 ans). Son père adoptif était gouverneur de Chamdo et commandant des forces tibétaines.

## Carrière

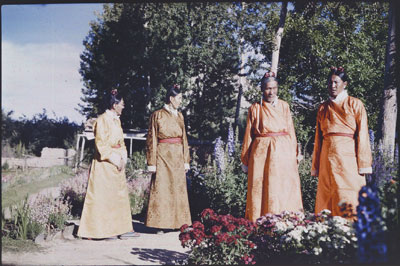
Ngabo (2e personnage à partir de la gauche), en compagnie des trois autres ministres du gouvernement du Tibet dans le jardin de Dekyi Lingka.

Dans les années 1930, il est le chef du village de Ngabö, dans le Kongpo. 
Après son retour, il servit (à partir de 1936) dans l'armée comme officier ainsi que dans le gouvernement tibétain en tant que ministre du gouvernement tibétain, membre du cabinet,, jusqu'en 1959. En avril 1950, il fut nommé gouverneur du Kham et arriva à Chamdo début septembre, prenant la succession de Lhalu qui partit à la fin du mois.

### Commandant en chef de l'armée tibétaine à Chamdo (1950)
L'armée populaire de libération (APL) s'apprêtant à investir la région de Chamdo dans l'est du Kham, Ngabo Ngawang Jigmé n'était pas enthousiaste à l'idée d'être renvoyé au Kham où il avait déjà été en fonction, car son père adoptif, chef de la famille Ngapo, était mort en défendant Chamdo contre Liu Wenhui.
Fin septembre 1950, Lhalu quitta Chamdo et prit ses quartiers à Pembar Dzong, laissant à Ngabo la responsabilité des affaires civiles et militaires de la ville. Sur place, il y avait six régiments de 300 hommes chacun et plus de 10 000 miliciens mais aucun approvisionnement alimentaire de prévu. Les gens du cru n'avaient, pour beaucoup d'entre eux, plus rien à manger. Ngabo ordonna la dissolution de la milice.
Alors que son prédécesseur avait établi des plans et des fortifications et obtenu du Kashag davantage de soldats et d'armes, Ngabo fit enlever les fortifications, refusa d'engager des guerriers Khampa et d'installer deux postes de téléphonie sans fil, étant d'avis qu'il valait mieux négocier. À ses yeux, toute résistance contre les communistes chinois était futile. Ceux-ci avaient vaincu une armée nationaliste pourtant forte de 8 millions d'hommes et soutenue par l'Amérique. De plus, les Tibétains n'avaient ni les armes, ni l'entraînement.
Ngabo affirme avoir eu le soutien de Lhassa pour ouvrir des négociations avec les Chinois. Selon l'opérateur radio britannique Robert W. Ford, Ngabo avait demandé à Lhassa l'autorisation de se rendre, celle-ci lui avait été refusée.
Le 7 octobre 1950, le général chinois Zhang Guohua, à la tête de 40 000 soldats, franchit le Drichu. Apprenant la nouvelle avec plusieurs jours de retard, Ngapo fait envoyer par Ford un message à Lhassa : aucune réponse. Même chose le lendemain et le surlendemain. Enfin, le 15 octobre, une réponse lui parvient : étant au picnic annuel du Kashag, des festivités qui durent plusieurs jours, les ministres ne pourront répondre qu'une fois celles-ci terminées ! Quelques jours plus tard, averti que l'APL marche sur Chamdo, Ngapo demande à Lhassa s'il doit se rendre ou s'enfuir. Réponse : s'enfuir. Ngapo et ses subordonnés font leurs valises le soir même et s'enfuient avant l'aube, laissant Ford derrière eux.
Il n'y eut guère de bataille. Ainsi que l'avait affirmé Ngabo avant son départ pour Chamdo, « les troupes tibétaines » furent « incapables de faire front à l'APL qui [...] avait libéré l'ensemble du pays en triomphant de millions de militaires du Kuomingtang ». Nombre de soldats tibétains passèrent dans le camp de l'APL, ce qui facilita la prise de Chamdo,. Des familles s'enfuirent. Selon Patrick French, Ngabo, « qui avait perdu tout sang froid voulut aussi s'enfuir », il décida de quitter la région à la tête de ses troupes après avoir détruit l'arsenal. L'armée populaire de libération cerna les Tibétains.

### Arrestation par l'armée populaire de libération

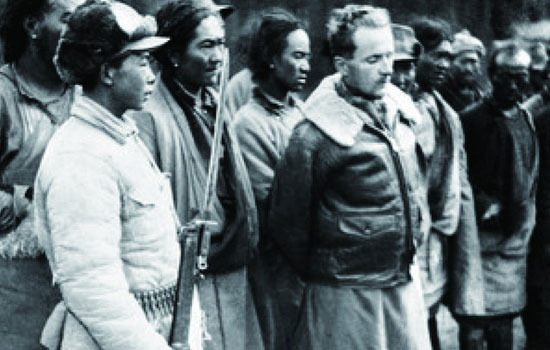
Robert W. Ford, lors de son arrestation par des soldats de l'armée populaire de libération le 19 octobre 1950

Capturé avec Robert Ford, qui avait rattrapé les fuyards, Ngabo Ngawang Jigmé, se rendit aux Chinois, le 19 octobre 1950, dans le monastère où il s'était réfugié.
Selon Gary Wilson, il fut surpris d'être bien traité. Convaincu par les explications de l'ennemi sur la politique de la Chine à l'égard des minorités, il changea de camp. Pour Laurent Deshayes et Claude Arpi, Ngabo Ngawang Jigme a été « rééduqué » ou endoctriné dans les prisons chinoises après la capitulation de Chamdo. À la suite de quoi, il fut promu vice-président du nouveau comité de libération du secteur et intervint auprès de Lhassa pour engager une négociation, affirmant que les Chinois poursuivaient comme objectif de « rendre service au peuple tibétain »,.
Pour le gouvernement tibétain en exil, il était un prisonnier de guerre quand il quitta Chamdo pour participer aux discussions à Pékin.
En moins d'un an, il se retrouva commandant en chef adjoint des forces de l'APL au Tibet. Il devait devenir non seulement l'un des dirigeants du Tibet mais aussi du parti communiste chinois au Tibet, selon Gary Wilson.

### Chef de la délégation tibétaine aux négociations de paix de Pékin (1951)

Le 24 mai 1951, lendemain de la signature de l’accord en 17 points, Ngabo Ngawang Jigme (à droite) remet une khata à Mao Zedong (à gauche)

Nommé à la tête de la délégation tibétaine aux négociations de paix à Pékin en 1951,, Ngabo Ngawang Jigmé conclut avec le gouvernement communiste chinois l'Accord en 17 points sur la libération pacifique du Tibet.

#### La question des pleins pouvoirs
L'Autrichien Heinrich Harrer rapporte dans son livre de mémoires que cette délégation avait les pleins pouvoirs pour négocier.
Selon Sambo Rimshi, un des négociateurs tibétains, la délégation tibétaine se rendit à Pékin munie de l'autorisation et des consignes du 14e dalaï-lama, dont la recommandation suivante : « Voici dix points. Je suis convaincu que vous ne ferez rien de mal, vous devez donc y aller et obtenir tout ce que vous pourrez »,.
En 1990, le dalaï-lama a affirmé que les délégués et Ngapo n'avaient pas les pouvoirs plénipotentiaires, et que ce dernier n'était pas habilité à signer en son nom.
Le tibétologue Laurent Deshayes affirme que les « délégués de Lhassa n'avaient aucun pouvoir de décision et devaient continuellement informer leur gouvernement de l'évolution des débats ».
Pour Vijay Kranti, auteur d'une série de 2 articles publiés sur le site phayul.com, Ngabo s’est pratiquement nommé lui-même chef de la délégation tibétaine et a signé le traité, bien qu’il n’ait pas eu l’autorité pour le faire.
Bien qu'il ait initialement affirmé le contraire, Ngapo Ngawang Jigmé admettra finalement en 1989 qu'il n'avait pas les pleins pouvoirs pour signer, comme le rappelle Anne-Marie Blondeau.

#### Le témoignage de Puncog Zhaxi
Puncog Zhaxi (tibétain : Phuntsok Tashi Takla), beau-frère du dalaï-lama et un des interprètes ayant servi lors des négociations et de la signature de l'Accord en 17 points, décrit, dans son témoignage sur ces événements, le signataire comme étant « un homme honnête, habile, intelligent, expérimenté et clairvoyant ».

#### La question des sceaux
L'historien Laurent Deshayes rapporte qu'un comité d'enquête [Lequel ?] établira que « le sceau apposé par Ngabo n'était qu'une copie du sceau officiel, fabriqué par les Chinois ».
Selon Tsering Shakya, Ngapo Ngawang Jigmé était en possession du sceau du gouverneur du Kham, qu’il aurait pu apposer sur le document en tant que membre du Kashag. Plus tard, Ngapo dit à Phala qu’il refusa d’utiliser le sceau original parce qu’il voulait montrer qu’il désapprouvait l’accord.
Selon Tsering Woeser, essayiste sino-tibétaine, Ngapo avait apporté les cachets officiels de gouverneur de Chamdo, mais au moment de la signature de l’accord en 17 points, il aurait prétendu ne pas avoir apporté les sceaux. En conséquence, le cachet tibétain officiel apposé sur l'accord dut être gravé par les Chinois. À son retour, il expliqua au dalaï-lama que grâce à cela, celui-ci n'était pas obligé de reconnaître l'accord, ce qui lui laissait une porte de sortie; quand le dalaï-lama annonça cela, il précisa qu’à présent, cette histoire n'aurait pas d'effet sur Ngabo.
En 2001, le dalaï-lama a affirmé que Ngabo lui avait expliqué qu'ils se sentaient obligés de signer l'accord, car un refus aurait eu pour résultat une « libération armée » du Tibet, et qu'ils préférèrent utiliser un sceau falsifié fourni par le gouvernement chinois à celui officiel du gouverneur de Chamdo qu'ils détenaient.
Le tibétologue Melvyn C. Goldstein, qui interrogea des participants aux négociations, donne une autre version des faits:
« Les Chinois ont bien fait des sceaux pour les Tibétains mais il ne s'agissait que de sceaux personnels, chaque délégué ayant son nom gravé sur le sien propre. En dehors de cela, on n'a pas contrefait de sceaux gouvernementaux. La confusion provient en partie du fait que Ngabo avait en sa possession le sceau du gouverneur du Tibet oriental mais préféra ne pas s'en servir. Comme ce sceau, toutefois, n'était pas le sceau officiel du gouvernement tibétain, le fait de ne pas s'en servir ne diminua en rien la validité de l'accord ».

### Un partisan des réformes
Selon Melvyn Goldstein, Ngabo Ngawang Jigmé faisait partie de la faction moderniste et progressiste de l'élite tibétaine qui, voulant changer le Tibet (qu'il soit souverain ou non), vit dans le retour des Chinois l'occasion d'atteindre ce but en mettant en place rapidement les réformes. Les membres de cette faction étaient en quelque sorte la continuation du mouvement de réforme des années 1920 conduit par Tsarong Dzasa mais arrêté par le 13e dalaï-lama sous la pression des factions cléricale et conservatrice.
Cependant, selon Robert Barnett, Ngabo Ngawang Jigmé s’est exprimé dans China Tibetan Studies en 1988 de façon ambiguë au sujet de la valeur des réformes mises place dans les années 1950 par les autorités chinoises, rappelant les promesses que les réformes démocratiques ne seraient pas appliquées pendant au moins 6 ans. Il a même critiqué l’étendue de ces réformes, rappelant que Mao lui avait dit que l’introduction des coopératives au Tibet était une erreur.

### Un «collaborateur»
Dans son livre Retour au Tibet  publié en 1985, Heinrich Harrer décrit Ngabo Ngawang Jigmé comme étant le plus réputé des « Doubles Têtes - nom donné au Tibet aux collaborateurs ». C'est Ngabo qui « collabora le premier avec les Chinois », il « passe à leurs yeux pour un homme sans courage ». Signalant l'intervention du même pour qu'une école réservée aux enfants chinois soit ouverte également aux enfants tibétains, Harrer concède toutefois que l'on ne doit pas cacher certains aspects positifs de l'activité des collaborateurs,. En juillet 1960, dans le rapport présenté à la Commission internationale de juristes par le Comite juridique d’enquête sur la question du Tibet, il est indiqué qu'il collabore avec les Chinois, ses discours sont qualifiés de « pro-communistes » .

### Son rôle dans l'application du point 16 de l'accord en 17 points (1951-1952)
Ngabo Ngawang Jigmé joua un rôle prépondérant dans la résolution des difficultés d'approvisionnement de l'APL en 1951-1952 en créant un sous-comité du Kashag chargé de faire l’inventaire des réserves de grains et de vendre celles-ci à l’APL en application du point 16 de l'Accord en 17 points (point qui prévoyait que le gouvernement local du Tibet aiderait celle-ci à acheter et transporter nourriture, fourrages et autres nécessités quotidiennes),.

### Son rôle pour rechercher une trêve au soulèvement khampa (1956)
En juillet 1956, à la demande du comité préparatoire à l'établissement de la région autonome du Tibet, Ngabo Ngawang Jigme accompagna le 16e karmapa à Chamdo, dans le Kham, pour rechercher une trêve à la suite d'un soulèvement khampa. En dépit de leurs efforts, la rébellion se poursuivit. Le karmapa obtint des Chinois un délai de 5 ans dans l'application de leurs réformes, informa le dalaï-lama de l'état des négociations et rentra à Tsourphou.

### Son rôle lors du soulèvement tibétain de 1959

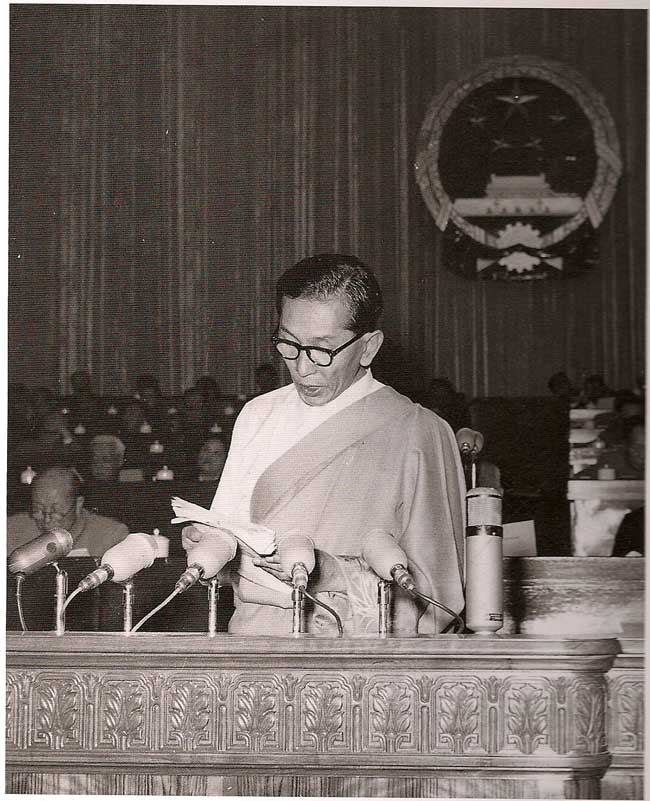
Ngabo Ngawang Jigme lors du 2e Congrès national du peuple en avril 1959.

Selon le XIVe dalaï-lama, Ngabo Ngawang Jigmé est au quartier général chinois, attendant le dalaï-lama, mais apprenant la tournure des événements au Norbulingka, il ne s'y rend pas. Ngabo écrivit une lettre au dalaï-lama qu'il reçoit avec une lettre du général Tan Guansan le 16 mars au matin, la veille de sa fuite. Depuis le début de la crise, Ngabo n'avait assisté à aucune des réunions du Kashag, et il écrit au dalaï-lama qu'il n'y avait plus aucune chance pour un accord de paix. Il lui conseille de rompre avec les chefs du peuple, qui auraient pour projet d'enlever le dalaï-lama. Il l'avertit qu'il court un gros risque, car les Chinois envisagent des mesures sévères pour l'empêcher de fuir. Il ajoute que s'il s'enfuit, il lui sera impossible de revenir au Tibet. Il lui suggère de rester dans l'enceinte du Norbulingka, et de préciser l'endroit au général, afin que les Chinois épargnent son lieu de retraite. Le dalaï-lama en déduit que Ngabo sait que les Chinois ont l'intention de détruire le palais et de tirer sur le peuple.

### «Le ministre en qui les Chinois et le dalaï-lama avaient le plus confiance» (Melvyn Goldstein)
Ngabo fut placé, par le gouvernement tibétain, à la tête de la nouvelle Assemblée des réformes (Reform Assembly). Il était le ministre du Kashag en qui non seulement les Chinois mais aussi le dalaï-lama avaient le plus confiance. Ce dernier, qui était en faveur des réformes et de la modernisation du Tibet, s'entretenait fréquemment avec Ngabo en privé au sujet de questions politiques. C'est ainsi qu'en 1953-1954, l'Assemblée des réformes élabora de nouvelles lois réformant les taux d'intérêt, les prêts anciens et l'administration des comtés.

### Postes administratifs, militaires et législatifs

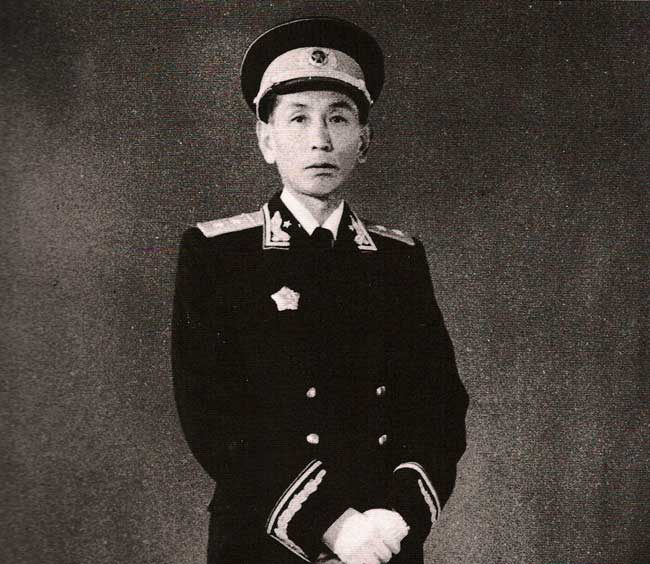
Ngabo en général de l'armée populaire de libération en 1955

Après 1951, Ngabo servit au sein de l'administration communiste chinoise du Tibet. Il dirigea le Comité de libération de la préfecture de Chamdo jusqu'en 1959. Il devint le premier adjoint de Zhang Guohua, général chinois à la tête du commandement militaire du Tibet et premier secrétaire du parti communiste au Tibet de 1950 à 1952. Il fut également membre de la Commission des minorités du Conseil d'État de la RPC entre 1951 et 1954.
Il resta commandant adjoint de la Région militaire du Tibet entre 1952 et 1977 et membre du Conseil de la défense nationale de 1954 à la fin de la révolution culturelle. En 1955, il accéda au grade militaire de lieutenant général. Il reçut l'Ordre de la Libération (première classe) en 1955.

#### Postes au comité préparatoire de la R. A. du Tibet (1956)
Lorsqu'en avril 1956, sur décision du gouvernement central, le comité préparatoire à l'établissement de la Région autonome du Tibet fut mis sur pied, il en fut nommé secrétaire général, le vice-président en étant le général chinois Zhang Guohua. Il devait en être le vice-président de 1959 à 1964, le président en étant le 10e panchen lama.
Le panchen-lama présenta notamment à Ngabo Ngawang Jigme un premier jet de sa pétition en 70 000 caractères, dénommée initialement « Rapport sur les souffrances du Tibet et des régions tibétaines et propositions pour le travail futur du comité central sous la direction du président ministre Zhou Enlai ». Ngabo conseilla utilement le panchen-lama sur la façon de présenter son rapport. Mais il l'invita surtout à remplacer cette pétition écrite par un exposé oral plus modéré au comité central. Le panchen-lama ne suivit pas ce conseil.
Ngabo sera nommé président intérimaire du comité préparatoire à l'établissement de la région autonome du Tibet, en remplacement du panchen-lama arrêté en août 1964.

#### Nomination à la présidence du comité populaire la R. A. du Tibet (1965)
Ngabo Ngawang Jigmé devint, le 8 septembre 1965, le premier président du comité populaire de la région autonome du Tibet, nouvellement créée, en présence de Xie Fuzhi, chef de la délégation du comité Central du Parti communiste chinois,. Il est assisté de 7 présidents adjoints dont Zhou Renshan, Pagbalha Geleg Namgyai, Guo Xilan et Langdun.

#### Vice-président du comité permanent de l'assemblée nationale populaire
Il représenta le Tibet dans sept assemblées nationales populaires successives, depuis la première assemblée en 1954 jusqu'à la septième en 1988. Il conduisit des délégations de l'assemblée nationale populaire en Colombie, en Guyana, dans les Antilles, au Sri Lanka et au Népal au début des années 1980.

#### Révolution culturelle (1966-1976)
Selon Tsering Woeser, pendant la révolution culturelle, les Tibétains voulurent le juger publiquement[citation nécessaire] mais le gouvernement cherchant à le protéger, lui permit de rejoindre Pékin. Cela sera aussi le cas de Zhang Guohua.

#### Président du comité des affaires ethniques de l'assemblée nationale populaire
De 1979 à 1993, il fut président du comité des affaires ethniques de l'assemblée nationale populaire.
En 1980, Hu Yaobang mena une tournée d'inspection au Tibet, à laquelle participa Ngabo Ngawang Jigme.

#### Rôle dans diverses associations
À partir de 1980, il fut président honoraire de l'association bouddhiste de Chine.
Il fut aussi président honoraire de l'association pour la sauvegarde de la faune et de la flore tibétaine (the Tibetan Wildlife Protection Association), fondée en 1991, ainsi que vice-président de la Fondation d'aide au développement du Tibet, ONG à but non lucratif créée en 1992.
En 2004, il fut élu président de la toute nouvelle Association chinoise pour la sauvegarde et le développement de la culture tibétaine (the China Association for Preservation and Development of Tibetan Culture).

#### Résidence à Pékin après 1991
Après 1991, Ngapo Ngawang Jigme, âgé de 81 ans, résida définitivement à Pékin, ne retournant plus au Tibet. Selon des Tibétains en exil, au crépuscule de son existence, il écrivait sa biographie.

### Descendance
Ngabo Ngawang Jigme a eu dix enfants, dont l'un, Jigmé Ngapo, s'enfuit de Chine dans les années 1980 pour les États-Unis. Il travaille actuellement au service tibétain de Radio Free Asia. Sa fille, Pema Yudron, est la mère du 3e Jamgon Kongtrul Rinpoché, Lodrö Chökyi Sengé.

## Avis et commentaires attribués à Ngabo

### Sur l'éducation, en 1985
Katia Buffetrille indique dans l'ouvrage Le Tibet est-il chinois ?, qu'en 1985, Ngabo Ngawang Jigmé critiquait le ministère de l'Éducation « qui n'attachait aucune importance à la langue tibétaine ». Il constatait que, lors de la révolution culturelle, celle-ci avait été « sérieusement sinistrée » et que depuis rien n'avait vraiment changé.

### Sur l'Accord en 17 points et l'autonomie du Tibet
Lodi Gyari, homme politique tibétain en exil et émissaire du 14e dalaï-lama aux pourparlers avec le gouvernement chinois, se base sur une citation de Ngabo Ngawang Jigmé, extraite d'un discours datant de 1988 sur l'accord en dix-sept points, pour déclarer que les Tibétains ont le droit légitime de demander un statut spécial. Ce discours a été publié dans Bulletin of the History of the Tibet Communist Party en 1988, et une traduction du chinois à l'anglais a été publiée par le Tibet Information Network en 1992. Voici une traduction de la citation produite par Lodi Gyari :

« C'est en raison de cette situation particulière du Tibet qu'en 1951 l'accord en dix-sept points sur la libération pacifique du Tibet, entre le gouvernement populaire central et le gouvernement tibétain local, vit le jour. Semblable accord n'avait jamais existé entre le gouvernement central et d'autres régions de minorité. Nous devons considérer cette situation particulière de l'histoire tibétaine en élaborant des politiques visant à lui procurer une stabilité durable. Nous devons donner au Tibet davantage d'autonomie qu'aux autres régions de minorité. De mon point de vue, à présent, la région autonome du Tibet a comparativement moins d'autonomie que les autres régions, sans parler des provinces. Il faut donc que le Tibet obtienne un traitement spécial et qu'il obtienne plus d'autonomie à l'instar des zones économiques spéciales. Nous devons recourir à des politiques particulières pour traiter les caractéristiques particulières qui se sont manifestées tout au long de l'histoire. »

### Sur la vérité historique du filmSept ans au Tibet(1998)
Interrogés en 1998 à propos du film de Jean-Jacques Annaud Sept ans au Tibet, Ngabo Ngawang Jigmé et un de ses fils déclarèrent que les événements dépeints dans le film sont totalement fictifs et n'ont rien à voir avec ceux relatés par Heinrich Harrer dans son livre autobiographique Sept ans d'aventures au Tibet. Ainsi, selon le fils, ce dernier ne fut jamais confronté aux troupes chinoises, puisqu'il quitta Lhassa bien avant l'entrée de l'Armée populaire de libération dans la ville. Selon Ngabo Ngawang Jigmé, seul un détail est proche de la réalité, l'Autrichien a appris l'anglais au dalaï-lama.

### Sur la question de l'indépendance du Tibet
Selon l'ambassadeur de Chine à Singapour Hong Xiaoyong, pour Ngabo Ngawang Jigmé, la « prétendue indépendance du Tibet » n'existait pas avant le XXe siècle et a été inventée de toutes pièces par des gens ayant des arrière-pensées.

### Sur l'ancienne société
Ngabo Ngawang Jigmé rapporte que l'on disait que la société tibétaine du milieu du XXe siècle avec ses serfs et ses aristocrates était une société au bord de l'effondrement, si l'on en croit cette citation rapportée par les sources chinoises : « Tout le monde est d'avis que si le Tibet continue ainsi, les serfs auront tous péri dans un proche avenir et les aristocrates ne pourront pas subsister non plus. Le Tibet tout entier sera détruit ».

## Témoignage
La fille de Ngabo Ngawang Jigmé, Ngapoi Tsewang, avait accompagné, âgée de 4-5 ans, son père à Pékin pour les négociations de paix. Dans un entretien publié sur le site China Tibet Online, elle le décrit comme quelqu'un sans prétention, gentil et facile à vivre, juste et honnête. On apprend qu'il fréquentait Deng Xiaoping, l'ayant rencontré dès 1951 à Chongqing lorsque celui-ci était à la tête de la région militaire du Sud-ouest. Pour Ngapoi Tsewang, son père a signé l'accord en 17 points parce qu'il connaissait très bien l'histoire tibétaine et sa position était que le Tibet faisait partie de la Chine depuis le XIIIe siècle.

## Décès
Ngabo s'est éteint le 23 décembre 2009 à Pékin, à l'âge de 99 ans. Sa longévité en avait fait le doyen des Tibétains. Il était l'époux de Ngabo Tseten Dolkar (Ngapoi Cedain Zhoigar, Āpèi Cáidàn Zhuógá) (1915-2012), vice-présidente de la Fédération des femmes du Tibet. Ses funérailles ont eu lieu au funérarium du cimetière révolutionnaire de Babaoshan à Pékin le 28 décembre 2009.
Le Comité central du Parti communiste chinois a salué en lui « un grand patriote, militant social de renom, bon fils du peuple tibétain, dirigeant exceptionnel du travail ethnique de la Chine et ami proche du PCC »,. Le gouvernement tibétain en exil, en la personne du professeur Samdhong Rinpoché, a de son côté qualifié Ngabo Ngawang Jigme de personne « honnête et patriote » qui a fait de grands efforts pour préserver et promouvoir la langue tibétaine. « Il fut quelqu'un qui maintint l'esprit du peuple tibétain ».
Ainsi que le fait remarquer le journaliste Kalsang Rinchen, tant Pékin que Dharamsala paraissent attristés de la disparition du signataire de l'accord en dix-sept points. Alors que l'agence de presse Chine nouvelle (Xinhua) saluait en lui l'artisan des réformes démocratiques et de la fondation du gouvernement régional autonome, le Kashag, pour sa part, évoquait l'appel lancé en 1991 par Ngabo au gouvernement central, demandant à celui-ci d'appliquer les articles de l'accord déclarant que le statut du Tibet ne serait pas modifié.

## Œuvre
- Ngapo Ngawang Jigmei et autres, Tibet (préface de Harrison Salisbury), Hurtig Publishers, Edmonton, ou McGraw-Hill Book Company, New York, 1981, 296 p. (livre de photos)
- On the 1959 Armed Rebellion, in China Report, 1988, vol. 24, p. 377–382
- Grand tournant historique au Tibet, dans La Tibétologie en Chine, no 1, 1991 / A great Turn in the Development of Tibetan History, published in the first issue of the China Tibetology quarterly, Beijing, 1991)
- On Tibetan Issues, Beijing, New Star Publishers, 1991
- Participation au documentaire Masters of the Roof of the Wind, en tant que narrateur[101]
- Ngapoi recalls the founding of the TAR, entretien publié sur le site chinaview, le 30 août 2005